# Дива (пісня)
Дива — друга пісня українського музичного гурту  «KAZKA» із альбому «KARMA», що вперше з'явилася 19 грудня 2017. Автори слів та музики Сергій Локшин, Сергій Єрмолаєв та Андрій Ігнатченко.  
Виконавиця: Олександра Заріцька.

## Опис
Як каже сам гурт девіз цього релізу:

Дива трапляються не з тими хто чекає на них, а з тими хто йде до своєї мети з вірою у диво.

## Музичний кліп
Спочатку на каналі гурту з'явився лише аудіозапис на пісню 19 грудня 2017 року , а сам офіціальний кліп вийшов 22 лютого 2018 року, і саме після цього з'явився новий учасник гурту Микита Будаш.
Ось, що заявляє про роботу саме він

Цей кліп для мене – це завжди експеримент.
Експеримент образів, стилю і музики, заміксованої дуже міцною і креативною командою. 
Я щасливчик, я цього ніколи не приховував! 
Мені в черговий раз пощастило взяти участь у тому, що, на мою думку, є дійсно сміливим, крутим і дивним! 
Я навіть не можу сказати, що це просто кліп, адже для мене це «маленьке кіно», не інакше. 
Судити вам, друзі, але мені здається, що все вийшло дуже цікаво!»

## Популярність
Пісня одразу стала хітом.  
У 2018 пісня  увійшла в топ-15 найбільш ротованих пісень за версією FDR MEDIA, посівши 13 місце, а також саме з цією піснею вони виступили на відборі Євробачення-2018.
1. ↑  Відбір на Євробачення 2018: що відомо про групу KAZKA (фото, відео). РБК-Украина (рос.). Архів оригіналу за 4 січня 2019. Процитовано 3 січня 2019.
2. ↑  Річний чарт 2018. fdr.com.ua. Архів оригіналу за 23 квітня 2021. Процитовано 27 грудня 2018.